# Athetis furvula
Athetis furvula är en fjärilsart som beskrevs av Jacob Hübner 1808. Athetis furvula ingår i släktet Athetis och familjen nattflyn. Inga underarter finns listade i Catalogue of Life.